# Rona Chasma
Il Rona Chasma è una struttura geologica della superficie di Venere.